# イア・ドラン渓谷の戦い
イア・ドラン渓谷の戦い（イア・ドランけいこくのたたかい）とは、ベトナム戦争中の1965年11月14日 - 11月18日にイア・ドラン渓谷においてアメリカ軍と北ベトナム軍との間で行われた戦闘である。
1965年11月14日、前日にアメリカ軍基地を襲撃した北ベトナム軍を追撃するため、アメリカ軍はカンボジア国境の近くのイア・ドラン渓谷に第7航空騎兵連隊の内、1個大隊約450名をヘリボーンで派遣する。
同日10:48、最初の部隊が現地に到着し、ヘリの着陸地点（X-レイ）を確保するが、待ち構えていた4000名近くの北ベトナム軍によって即座に全周包囲されてしまい、戦闘開始早々、兵力・地理共に絶望的な状況に陥ってしまう。しかし空軍砲兵そしてUH-1のガンシップによる濃密な支援攻撃により、包囲されつつも壊滅を免れ、X-レイを防衛し、増援や補給路を確保することに成功する。
北ベトナム軍はアメリカ軍の砲爆撃に大きな犠牲を出しつつも昼夜を問わず攻撃を続け、一時はアメリカ軍の防衛ラインを突破するが、第7航空騎兵連隊の攻撃と航空戦力によって壊滅した。
アメリカ軍はこの戦いで北ベトナム軍に勝利したものの、最終的に北ベトナム軍の戦死者は1519人（負傷者数不明）に達し、アメリカ軍も約1000人中305人が戦死し、524人が負傷した。
これ以降、北ベトナム軍は物量に勝るアメリカ軍との正面的な衝突を避け、主にゲリラ戦を戦術として取るようになった。